# Transorchestia chiliensis
Transorchestia chiliensis is een vlokreeftensoort uit de familie van de Talitridae. De wetenschappelijke naam van de soort is voor het eerst geldig gepubliceerd in 1840 door Milne-Edwards.